# Noroeste Goiano
Noroeste Goiano is een van de vijf mesoregio's van de Braziliaanse deelstaat Goiás. Zij grenst aan de deelstaten Mato Grosso in het westen en Tocantins in het noorden en de mesoregio's Norte Goiano in het noordoosten, Centro Goiano in het oosten en zuidoosten en Sul Goiano in het zuiden.  De westgrens van Noroeste Goiano wordt gevormd door de Araguaia. De mesoregio heeft een oppervlakte van ca. 55.641 km². Midden 2004 werd het inwoneraantal geschat op 221.396.
Drie microregio's behoren tot deze mesoregio:
- Aragarças
- Rio Vermelho
- São Miguel do Araguaia

Mesoregio's: Centro Goiano · Leste Goiano · Noroeste Goiano · Norte Goiano · Sul Goiano

Microregio's: Anápolis · Anicuns · Aragarças · Catalão · Ceres · Chapada dos Veadeiros · Entorno de Brasília · Goiânia · Iporá · Meia Ponte · Pires do Rio · Porangatu · Quirinópolis · Rio Vermelho · São Miguel do Araguaia · Sudoeste de Goiás · Vale do Rio dos Bois · Vão do Paranã